# 35e breedtegraad noord
De 35e breedtegraad noord is een denkbeeldige cirkel op Aarde op 35 graden ten noorden van de evenaar.

## Grenzen

de 35e breedtegraad als grens

In de Verenigde Staten definieert de 35e breedtegraad de grens tussen enkele staten. Het definieert de zuidelijke grens van Tennessee en North Carolina met Mississippi, Alabama en Georgia. Ook definieert de 35e breedtegraad het zuidelijkste punt van Nevada.